# 李仁 (嘉靖直隸進士)
李仁（1492年—？年），字士元，直隶广平府曲周縣人，明朝政治人物。

## 生平
李仁研習治《詩經》，家族排行第二，由縣學生中式嘉靖元年壬午科（1522年）順天府鄉試第一百十六名舉人，以三十二歲之齡中式嘉靖二年（1523年）癸未科會試第三百二十一名，成為第二甲第八十五名進士。獲授户部主事，負責浒墅钞关事務，商人为他立「水鑑碑」紀念，其後官至户部员外郎。

## 家族
曾祖李智。祖父李彪。父李梅，聽選官。前母张氏；母吕氏。具庆下。兄李儀、弟李倣、李傚。子李東安妻王氏，司訓王育英女，安卒，王氏年二十，与孀姑方氏形影相依，坚志不移，被旌表门户为“雙節”。